# Lukovo (Boljevac)
Lukovo (em cirílico: Луково) é uma vila da Sérvia localizada no município de Boljevac, pertencente ao distrito de Zaječar, na região de Timočka Krajina. A sua população era de 567 habitantes segundo o censo de 2011.

## Demografia
| 1948 | 1953 | 1961 | 1971 | 1981 | 1991 | 2002 | 2011 |
| ---- | ---- | ---- | ---- | ---- | ---- | ---- | ---- |
| 1617 | 1468 | 1343 | 1421 | 1488 | 1386 | 704  | 567  |